# Earl Tatum
William Earl Tatum (Mount Vernon, 26 luglio 1953) è un ex cestista statunitense, professionista nella NBA.

## Carriera
Venne selezionato dai Los Angeles Lakers al secondo giro del Draft NBA 1976 (21ª scelta assoluta).

## Palmarès
- NCAA AP All-America Third Team (1976)